# 小腸炎
小腸炎（英語：Enteritis）是小腸的發炎。最常見的原因是食物或飲料被致病性微生物污染，如沙雷氏菌属。也可能是其他原因，例如非類固醇消炎止痛藥、古柯鹼、放射治療，以及自體免疫性疾病，例如克隆氏症和乳糜瀉。症狀包括腹痛、絞痛、腹瀉、脫水、發燒。
消化系統相關疾病包括胃和大腸的發炎。
| 疾病       | 器官       |
| ---------- | ---------- |
| 胃炎       | 胃         |
| 腸胃炎     | 胃和小腸   |
| 結腸炎     | 大腸       |
| 小腸結腸炎 | 小腸和大腸 |

十二指腸炎、空腸炎、迴腸炎是小腸炎的亞型，僅位於小腸的特定部位。

## 症狀
小腸炎的症狀差異很大，依具體病因和其他例如個體差異或不同的疾病階段等因素而有所不同。症狀可能包括腹痛、絞痛、腹瀉、脫水、發燒、噁心、嘔吐、體重下降。

## 病因

### 自體免疫疾病
克隆氏症：也稱為區域性小腸炎（英語：Regional enteritis），可發病在全腸胃道的任何一段。有40％的病例僅發病於小腸。
乳糜瀉：基因使病患容易對麩質產生自體免疫反應。
嗜酸性小腸病變：嗜酸性球在腸胃道和血管中聚集，形成息肉、組織壞死、發炎、潰瘍。最常出現在有特異過敏體質的患者中，但是整體上並不常見。

### 感染性小腸炎
在德國，有90%的感染性小腸炎是因為四種病原體：諾羅病毒、輪狀病毒、曲狀桿菌、沙門氏菌。其他常見原因包括細菌，例如志賀氏菌、大腸桿菌，以及病毒，例如腺病毒、星狀病毒、杯狀病毒。其他較不常見的病原體包括蠟樣芽孢桿菌、產氣莢膜梭菌、艱難梭菌、金黃色葡萄球菌。
空腸彎曲菌是2歲以下腹瀉病童最常見的病原體，與食用受污染的水和食物有關，最常見的是家禽和牛奶。開發中國家的人因為經常接觸環境中的抗原，能早期產生抗體，因此病情較輕微。
輪狀病毒每年造成1.4億人感染，並造成100萬人死亡，其中多數是5歲以下的兒童。這使其成為世界上嚴重兒童腹瀉和腹瀉相關死亡的最常見原因。它選擇性地感染小腸中成熟的腸上皮細胞，引起吸收不良，並誘導分泌水份。它也會引起小腸絨毛缺血，並增加腸蠕動。這些變化最終導致腹瀉。
梭菌壞死性小腸炎通常是致命的疾病，由產氣莢膜梭菌的β毒素引起。這導致整個腸胃道的發炎和多段壞死。在發展中國家最常見，但是在第二次世界大戰後的德國也有文獻記載。壞死性小腸炎的危險因子包括胰蛋白酶活性降低（可抑制毒素在腸道內分解）和腸蠕動減少（可增加毒素堆積的可能性）。

### 血管疾病
與缺血性結腸炎相比，缺血性小腸炎並不常見，原因是小腸富含血管，在大多數情況下可提供充足的血流量。沒有大血管阻塞的情況下，腸繫膜血管循環休克可發展成缺血性小腸炎，通常與諸如高血壓、心律不齊、糖尿病等潛在疾病有關，因此被認為與動脈粥樣硬化有關。由於可能出現小腸的狹窄或完全阻塞，通常需要手術治療。缺血性傷害的範圍可以從黏膜梗塞（僅限於黏膜層）、壁梗塞（英語：Mural infarction）（影響黏膜和黏膜下層）、到透壁梗塞（英語：Transmural infarction）（影響腸道壁整層）；黏膜梗塞和壁梗塞本身可能不會致命，但有機會進一步發展為透壁梗塞，可能造成腸道壁穿孔，導致腹膜炎。

### 放射性小腸炎
接受腹腔或骨盆腔放射治療後常可見腸胃道的發炎。放射治療後的前三個月歸類為早期放射性小腸炎，治療三個月後則為延遲性放射性小腸炎。早期放射性小腸炎起因於利貝昆氏腺細胞死亡以及隨後的黏膜發炎，通常放射治療療程結束後會逐漸消退。延遲性放射性小腸炎是一種慢性疾病，其複雜的發病機制主要涉及腸壁的變化。

## 診斷
如果病患的症狀有高特異性且明確像某種病因，診斷可以很簡單，但通常並非如此，因為許多引起小腸炎的病原體可以表現出相似的症狀，尤其是在疾病早期，特別是曲狀桿菌、志賀氏菌、沙門氏菌、和許多其他細菌，會誘發急性自限性結腸炎，這是結腸壁的發炎，顯微鏡下看起來很相似。
利用病史、理學檢查、檢驗如全血細胞計數、糞便培養、電腦斷層掃描、核磁共振成像、聚合酶連鎖反應、結腸鏡檢查、上消化道內視鏡檢查可以進行鑑別診斷。可能需要活體組織切片以取得組織病理學樣本。

## 治療
輕症病患通常不需要治療，幾天後就會恢復健康。如果症狀持續存在或惡化，則可能需要針對根本病因進行特定治療。
如果出現腹瀉，建議補充流失的水份，如果腹瀉期間持續延長或惡化，則可能需要靜脈補水治療或使用抗生素。將一茶匙鹽、八茶匙糖、一顆柳橙的橙汁溶解在一公升清水中服用，是一種簡單的口服補水療法。研究證實，抗生素的作用可縮短細菌造成的感染性小腸炎的症狀持續時間，但感染性小腸炎常常因為是自限性的病程而不需要抗生素治療。